# Arthur M. Schlesinger Jr.
Arthur M. Schlesinger, Jr. (Columbus, Ohio, 15 de Outubro de 1917—Manhattan, 28 de Fevereiro de 2007) foi um historiador norte-americano e crítico social, cujo trabalho incidiu sobre o liberalismo de líderes políticos Americanos, como Franklin D. Roosevelt, John F. Kennedy, e Robert Kennedy, tal como sobre os homens que cercavam Andrew Jackson. Serviu como Assistente Especial do Presidente durante a administração de John F. Kennedy. Escreveu uma nota detalhada sobre a administração Kennedy, com o título A Thousand Days.
Schlesinger foi um prolífico contribuinte para a Teoria Liberal e um apaixonado e eloquente orador do estilo liberal de John F. Kennedy. Ele era admirado pelo seu humor, erudição, e devoção para delinear a história e natureza do liberalismo. Desde 1990 foi um crítico do multiculturalismo.
Ele popularizou o termo "imperial presidency" (presidência imperial) durante a administração de Nixon.

## Biografia
Schlesinger era filho de Arthur M. Schlesinger, Sr. (1888-1965), que foi um influente historiador social na Ohio State University e na Harvard University. O seu filho, Stephen Schlesinger, foi um cientista social.
O nome de baptismo de Schlesinger era Arthur Bancroft Schlesinger; a sua mãe era uma Bancroft e a família assumira havia muito tempo (sem fortes evidências) que havia ligação sanguínea com o primeiro grande historiador americano George Bancroft. A partir de meados da sua adolescência passou a assinar como Arthur M. Schlesinger, Jr.

## Carreira

### Educação
- 1933 The Collegiate School
- 1938 Harvard University - "Society of Fellows", 1939-1942; nunca recebeu um Ph.D.

### Tempo de Serviço na Guerra
- 1942–1943 - serviu no Office of War Information
- 1943–1945 - serviu no Office of Strategic Services

### Educador
- 1946-1961 - professor de história em Harvard.
- 1961 - Eleito para a The American Academy of Arts and Letters.
- 1966 - Professor de Humanidades no "City University of New York Graduate Center" - emeritus, 1994.

### Activismo democrático
- Foi um dos fundadores da Americans for Democratic Action.
- Escreveu discursos Adlai Stevenson, em duas campanhas presidenciais (1952 e 1956).
- Escreveu discursos para a campanha presidencial de John F. Kennedy em 1960.
- Entre 1961 e 1964 foi Assistente Presidencial Especial para os assuntos da América Latina e escritor de discursos.
- Escreveu discursos para a campanha de Robert Kennedy em 1968.
- Activo na campanha presidencial de Edward Kennedy em 1980.
- De Maio de 2005 até à sua morte, foi um blogger no The Huffington Post.

## Morte
Schlesinger morreu aos 89 anos de ataque cardíaco enquanto jantava fora, com membros da sua família, em Manhattan, na noite de 28 de Fevereiro de 2007.

## Escritos
O seu livro de 1949 The Vital Center resultou num caso para o New Deal de Franklin Delano Roosevelt, enquanto foi duramente criticado tanto pelo capitalismo 
desregulado como pelos liberais como Henry A. Wallace que advogava a coexistência com o comunismo.
Ganhou um Prémio Pulitzer de História pelo seu livro de 1945, The Age of Jackson, e Prémio Pulitzer de Biografia ou Autobiografia em 1966 por A Thousand Days.
O seu livro de 1986 The Cycles of American History foi um dos primeiros trabalhos sobre "ciclos em política" nos E.U.A.; Foi influenciado pelo pelo trabalho do pai, em ciclos.
Tormou-se um líder na oposição ao multiculturalismo na década de 1980 e articulou a sua posição em The Disuniting of America (1991).

### Lista de obras publicadas
- 1939 Orestes A. Brownson: A Pilgrim's Progress
- 1945 The Age of Jackson
- 1949 The Vital Center: The Politics of Freedom
- 1950 What About Communism?
- 1951 The General and the President, and the Future of American Foreign Policy
- 1957 The Crisis of the Old Order: 1919-1933 (The Age of Roosevelt, Vol. I)
- 1958 The Coming of the New Deal: 1933-1935 (The Age of Roosevelt, Vol. II)
- 1960 The Politics of Upheaval: 1935-1936 (The Age of Roosevelt, Vol. III)
- 1960 Kennedy or Nixon: Does It Make Any Difference?
- 1963 The Politics of Hope
- 1963 Paths of American Thought (ed. with Morton White)
- 1965 A Thousand Days: John F. Kennedy in the White House
- 1965 The MacArthur Controversy and American Foreign Policy
- 1967 Bitter Heritage: Vietnam and American Democracy, 1941-1966
- 1967 Congress and the Presidency: Their Role in Modern Times
- 1968 Violence: America in the Sixties
- 1969 The Crisis of Confidence: Ideas, Power, and Violence in America
- 1970 The Origins of the Cold War
- 1973 The Imperial Presidency
- 1978 Robert Kennedy and His Times
- 1983 Creativity in Statecraft
- 1986 Cycles of American History
- 1988 JFK Remembered
- 1988 War and the Constitution: Abraham Lincoln and Franklin D. Roosevelt
- 1990 Is the Cold War Over?
- 1991 The Disuniting of America: Reflections on a Multicultural Society
- 2000 A Life in the 20th Century, Innocent Beginnings, 1917-1950
- 2004 War and the American Presidency

## Prémios
- 1946 - Prémio Pulitzer de História - "The Age of Jackson"
- 1965 - National Book Award por "A Thousand Days"
- 1966 - Prémio Pulitzer de Biografia ou Autobiografia - "A Thousand Days"
- 1979 - National Book Award por "Robert Kennedy and His Times"
- 1998 - National Humanities Medal
- 2003 - Four Freedoms Award
- 2006 - Paul Peck Award